# Фаустова, Эльмара Нургалеевна
Эльма́ра Нургале́евна Фа́устова (р. 1 января 1941) — советский и российский эстетик, социолог; поэтесса; писательница, главный редактор Международного журнала «Новые Витражи»
Научный сотрудник сектора живой традиционной культуры Российского научно-исследовательского института культурного и природного наследия имени Д. С. Лихачёва (2006-2013)
Кандидат философских наук (по эстетике,1971).

## Биография
Родилась 1 января 1941 года. С 1946 г. по 1966 г. жила в Алма-Ате Окончила Казахский педагогический институт имени Абая, затем аспирантуру кафедры философии гуманитарных факультетов Московского государственного университета имени М. В. Ломоносова. В 1970 защитила диссертацию на соискание учёной степени кандидата философских наук (по эстетике) по проблемам эволюции искусства.
В 1974—2006 годах работала в МГУ имени М. В. Ломоносова в Лаборатории коммунистического воспитания молодёжи, преобразованный во время перестройки в Центр социологических исследований, занималась изучением уровня культуры студентов и их ориентациями в сфере искусства. Руководила группой эстетической культуры, затем была заместителем руководителя по социологическим исследованиям.
В 2006 году перешла на постоянную работу в сектор живой традиционной культуры в Российский научно-исследовательский институт культурного и природного наследия имени Д. С. Лихачёва (Институт Наследия), в котором в 1994—1996 годах работала по совместительству.
Выполнила по гранту ЮНЕСКО работу по проблеме наркотиков в студенческой среде (в соавторстве с А. Т. Гаспаришвили), опубликованную на английском языке.
Преподавала философию и эстетику в Московском государственном университете имени М. В. Ломоносова, в ГИТИСе, в Театральном училище имени Бориса Щукина.
Автор 115 научных работ по проблемам эстетической культуры молодёжи, высшего образования, а также по живой традиционной культуре. Помимо этого печатает обзоры зарубежных поездок писателей и поэтов в «Книжном обозрении», «Литературной газете», в разделе «Экслибрис» в «Независимой газете», а также рецензии на театральные спектакли и концерты в различной периодике.
С 2002 года печатала стихи и прозу в альманахах «Муза», «Литературные знакомства», «Поэтическая Москва», «МОСТ» (Петербург), «Вышгород» (Таллинн), «Русский хор» (Франция) и других. Произведения Э. Н. Фаустовой переведены на венгерский и эстонский языки. Участник и модератор Международных книжных выставок в Париже, Франкфурте-на-Майне, Мадриде, Риге.
Редактировала художественную литературу: Ренэ Герра, Елена Полтавская «О этот юг, о эта Ницца». Беседы на Лазурном берегу. Издательство «Минувшее», М, 2016; А.Хлебникова-Искандер. Жизни ткань живая. М., 2017 (282 с.) и другие. Редактировала альманахи — «Бунинские Озёрки», «Золотое руно», «Предлог.сом», «Витражи».

### Научные публикации
Монографии
- Культура студенческой молодежи. — М.: Издательство МГУ, 1991 (8.5 п.л.).
- Человек—природа—технология (безопасность через образование). — М., НИИВО, 1992. (В соавторстве).
- Жизненные ценности студентов в новых социокультурных условиях. — М., 1995.
- Студент нового времени: социокультурный профиль. М.: НИИВО, 2004.
- Проблемы девиантного поведения в студенческой среде. — «Аналитические обзоры по основным направлениям развития высшего образования», 2005, № 12, НИИВО, Брошюра, (3.25 п. л.)

Статьи
- Эстетическое воспитание молодежи. — «Искусство воспитания». (Глава в коллективной монографии), М., Изд., «Молодая гвардия», 1981 (1.5 п.л.)
- Формирование основ эстетического саморазвития личности на уроках изобразительного искусства // Материалы к «Программе эстетического воспитания школьников». — М.: Союз художников СССР, АПН СССР. 1979.
- Эстетическое воспитание молодежи // Искусство воспитания. — М.: Молодая гвардия, 1981.
- Художественная культура студента и её значение для разностороннего развития личности будущего специалиста. Журнал «Современная высшая школа», Варшава, 1981, № 4, (0.7 п.л.)
- Музыка и жизненные ценности молодежи // Социология музыки и музыкальная культура молодежи. — М.: Союз композиторов СССР, 1988.
- Эстетическая культура студента как будущего представителя интеллигенции // Современное студенчество. Актуальные вопросы образования и воспитания. — М.: Издательство МГУ, 1992. С. 78—95.
- Нравственное и эстетическое в гармоническом развитии личности. // «Философские науки», 1986, № 2 (0.7 п. л.)
- Пришвин в Дорогобужском крае. — «Смоленская земля. Дорогобужский район. Очерки прошлого и настоящего», М., 2011.

### Поэзия, проза
- Книга «Стихов потайные клады», М., «Муза творчества», 2007. (7,5 п.л.)
- Книга стихотворений «Судьба моя — раскольница», М., «Муза творчества», 2011 (8,5 п.л.)
- Книга рассказов «Ветви памяти», М, «Содружество», 2014, (8,14 п.л.)
- Книга малой прозы «Разноцветье жизни», М., «Содружество», 2015 (9,35 п.л.)
- Книга стихов «Пахнут лилиями звуки», М., «Муза творчества», 2015 (3,5 п.л.)
- Одолевая время вброд. Сборник рассказов., Содружество, 2016 (10,5 п.л.)
- Ангелы любви (в соавторстве с Миленой Фаустовой). Сборник рассказов о животных. — Содружество, М., 2016 (9.35 п.л.)
- Странствия в пространстве. Путевые впечатления. НоВит, М., 2018 (324 с.)
- Над горизонталью. Стихотворения. М., «Новые Витражи», 2019 (151 с.)
- Пересечения. Рассказы, очерки. М, «Новые Витражи», 2019 (272 с.)
- Тайнопись. Краткостишия. «Новые Витражи», 2020 (340 с.)
- Уникум Джемма. Составитель и автор основной статьи. М., «Новые Витражи», 2021 (144 с.)

### Воспоминания
- Фаустова Э. Н. Из личных воспоминаний середины 20 века // Архив наследия — 2016. Вып. 15. / Сост. и науч. ред. В. И. Плужников. — М.: Институт наследия, 2016. — С. 197—215. — 383 с. — ISBN 978-5-86443-245-7.